# Campeonato Sul-Americano de Clubes de Voleibol Feminino de 2011
O Campeonato Sul-Americano de Clubes de Voleibol Feminino de 2011 foi a terceira edição do torneio organizado anualmente pela CSV com esta nomenclatura,  também contou com a organização da  CBV  e  FPV, com apoio da Prefeitura Municipal de Osasco, através da Secretaria de Esportes, Recreação e Lazer; e foi disputado entre os  dias 5 a 7 de agosto no Ginásio Professor José Liberatti, localizado na cidade de Osasco, no Brasil. É o Torneio classificatório para edição do Campeonato Mundial de Clubes de Voleibol Feminino de 2011e o clube brasileiro Sollys/Osasco conquistou o título pela terceira vez consecutiva e a referida promoção a competição a nível mundial.Edição que premiou pela segunda vez a ponteira Jaqueline Carvalho como a Melhor Jogadora.

## Formato de disputa
As quatro equipes qualificadas disputaram o torneio em Fase única, na qual todas as equipes se enfrentaram entre si, a equipe primeira colocada, por maior número de pontos conquistados,  obteve a vaga para Campeonato Mundial de Clubes, além de ser declarada campeã.
Os critérios utilizados para pontuação foi o seguinte: o placar de 3-0 ou 3-1 garantiu três pontos para a equipe vencedora e nenhum para a equipe derrotada; já o placar de 3-2 garantiu dois pontos para a equipe vencedora e um para a perdedora.

## Participantes
As seguintes equipes foram qualificadas para a disputa do Campeonato Sul-Americano de Clubes de 2011:
| Equipe               | País     | Forma de Classificação                                                         | Títulos       |
| -------------------- | -------- | ------------------------------------------------------------------------------ | ------------- |
| Sollys/Osasco        | Brasil   | Representante da Cidade-sede e Viice-campeão da Superliga Brasileira A 2010-11 | 2 (2009,2010) |
| USFX                 | Bolívia  | Campeão da Liga Superior Boliviana em 2011                                     | 0(não possui) |
| Universidad Católica | Chile    | Campeão da Liga Chilena de Voleibol 2011                                       | 0(não possui) |
| Sport Venezuela      | Paraguai | Campeão da Liga Paraguaia de Voleibol 2011                                     | 0(não possui) |

## Fase única
Classificação
|     |                      |     | Jogos | Jogos | Jogos | Resultados | Resultados | Resultados | Resultados | Resultados | Resultados | Sets | Sets | Sets  | Pontos | Pontos | Pontos |
| Pos | Equipe               | Pts | T     | V     | D     | 3–0        | 3–1        | 3–2        | 2–3        | 1–3        | 0–3        | V    | P    | R     | V      | P      | R      |
| --- | -------------------- | --- | ----- | ----- | ----- | ---------- | ---------- | ---------- | ---------- | ---------- | ---------- | ---- | ---- | ----- | ------ | ------ | ------ |
| 1   | Sollys/Osasco        | 9   | 3     | 3     | 0     | 3          | 0          | 0          | 0          | 0          | 0          | 9    | 0    | MAX   | 225    | 87     | 2.586  |
| 2   | Universidad Católica | 6   | 3     | 2     | 1     | 1          | 1          | 0          | 0          | 0          | 1          | 6    | 4    | 1.500 | 201    | 209    | 0.962  |
| 3   | USFX                 | 3   | 3     | 1     | 2     | 0          | 1          | 0          | 0          | 0          | 2          | 3    | 7    | 0.429 | 174    | 229    | 0.760  |
| 4   | Sport Venezuela      | 0   | 3     | 0     | 3     | 0          | 0          | 0          | 0          | 2          | 1          | 2    | 9    | 0.222 | 188    | 263    | 0.715  |

Resultados
| 5 de agosto de 2016 18:00 Relatório | Universidad Católica | 3 — 1                   | Sport Venezuela | Ginásio Professor José Liberatti, Osasco |
| 5 de agosto de 2016 18:00 Relatório | 25 26 15 25          | Set 1 Set 2 Set 3 Set 4 | 12 24 25 23     | Ginásio Professor José Liberatti, Osasco |

| 5 de agosto de 2016 19:30 Relatório | Sollys/Osasco | 3 — 0             | USFX    | Ginásio Professor José Liberatti, Osasco |
| 5 de agosto de 2016 19:30 Relatório | 25            | Set 1 Set 2 Set 3 | 11 6 10 | Ginásio Professor José Liberatti, Osasco |

| 6 de agosto de 2016 16:00 Relatório | USFX  | 0 — 3             | Universidad Católica | Ginásio Professor José Liberatti, Osasco |
| 6 de agosto de 2016 16:00 Relatório | 16 17 | Set 1 Set 2 Set 3 | 25                   | Ginásio Professor José Liberatti, Osasco |

| 6 de agosto de 2016 17:30 Relatório | Sollys/Osasco | 3 — 0             | Sport Venezuela | Ginásio Professor José Liberatti, Osasco |
| 6 de agosto de 2016 17:30 Relatório | 25            | Set 1 Set 2 Set 3 | 8 6 11          | Ginásio Professor José Liberatti, Osasco |

| 7 de agosto de 2016 09:30 Relatório | USFX  | 3 — 1                   | Sport Venezuela | Ginásio Professor José Liberatti, Osasco |
| 7 de agosto de 2016 09:30 Relatório | 22 25 | Set 1 Set 2 Set 3 Set 4 | 25 16 17 21     | Ginásio Professor José Liberatti, Osasco |

| 7 de agosto de 2016 11:00 Relatório | Sollys/Osasco | 3 — 0             | Universidad Católica | Ginásio Professor José Liberatti, Osasco |
| 7 de agosto de 2016 11:00 Relatório | 25            | Set 1 Set 2 Set 3 | 13 11                | Ginásio Professor José Liberatti, Osasco |

## Classificação Final
| Posição           | Equipe                               | Classificação                                               |
| ----------------- | ------------------------------------ | ----------------------------------------------------------- |
| Medalha de ouro   | Sollys/Osasco                        | Campeonato Mundial de Clubes de Voleibol Feminino de 2011 · |
| Medalha de prata  | Universidad Católica                 |                                                             |
| Medalha de bronze | = Universitario San Francisco Xavier |                                                             |
| 4                 | Sport Venezuela                      |                                                             |

## Prêmios individuais
As melhores atletas do campeonato foram:
| MVP (Most Valuable Player) | Jaqueline Carvalho | Sollys/Osasco        | Brasil |
| Melhor bloqueadora         | Larissa Souza      | Sollys/Osasco        | Brasil |
| Melhor atacante            | Ivna Franco Marra  | Sollys/Osasco        | Brasil |
| Melhor sacadora            | Jaqueline Carvalho | Sollys/Osasco        | Brasil |
| Melhor líbero              | Camila Brait       | Sollys/Osasco        | Brasil |
| Melhor levantadora         | Karine Guerra      | Sollys/Osasco        | Brasil |
| Melhor recepção            | Silvana Papini     | Sollys/Osasco        | Brasil |
| Melhor defesa              | Carla Ruz          | Universidad Católica | Chile  |